# 永旺金融服務
永旺金融服務（日语：イオンフィナンシャルサービス株式会社）是永旺集團旗下的綜合金融企業。該公司在日本國內有9家子公司，在日本國外有21家子公司。該公司是東京證券交易所的上市公司，永旺持有該公司近半數股權。

## 外部連結
- イオンフィナンシャルサービス 公式サイト